# Edwige Pezzulli
Edwige Pezzulli (Łódź, 2 maggio 1988) è un'astrofisica e divulgatrice scientifica italiana.

## Biografia

### Formazione e attività di ricerca
Si laurea summa cum laude in fisica all'Università degli Studi di Roma "La Sapienza", con una tesi sulla co-evoluzione tra galassie e buchi neri. Consegue with honors il dottorato di ricerca presso lo stesso ateneo, dopo aver trascorso dei mesi all'Institut d'astrophysique de Paris, specializzandosi nello studio sull'origine e la formazione dei primi buchi neri dell'universo.
Nel 2017, a 29 anni, guida uno studio teorico che fornisce una possibile spiegazione a uno dei problemi aperti dell'astrofisica moderna sulla formazione dei buchi neri primordiali. In particolare, con un team di astrofisiche italiane, ricostruisce l'albero genealogico di uno dei primi quasar dell'universo, fornendo una possibile spiegazione dei processi di crescita dei buchi neri poco tempo dopo il Big Bang. La ricerca è stata ripresa dalla NASA e dalla stampa nazionale.
Nel 2019 vince una posizione di ricerca negli Stati Uniti ma decide di restare in Italia e dedicarsi anche alla divulgazione scientifica. È assegnista di ricerca presso l'Istituto Nazionale di Astrofisica.

### Attività di divulgazione scientifica
Nel 2019 è tra i giovani divulgatori selezionati da Piero Angela nella squadra di Superquark+, con il quale lavora fino alla sua scomparsa, avvenuta nel 2022.
Dal 2021 è autrice per Rai Cultura di programmi di approfondimento scientifico e nel 2022 scrive e conduce Scienziate, in onda su Rai Scuola. Per la Rai ha scritto il programma Progetto Scienza - Newton, Speciale Sostenibilità e i documentari Storie della scienza, nei quali si racconta l’evoluzione del pensiero scientifico e il suo rapporto con il mutamento della società.
Nel 2023 entra a far parte della squadra di Alberto Angela nel nuovo programma Noos - L'avventura della conoscenza, erede di Superquark, all'interno del quale tiene una rubrica in cui analizza le più suggestive immagini dell'Universo.
È autrice di laboratori, workshop, conferenze e progetti per avvicinare la cittadinanza alla scienza. Per mettere più facilmente in dialogo discipline diverse, realizza attività come il Là Fuori - Festival della scienza e dell'arte, festival romano nato per far crescere la cittadinanza scientifica attraverso attività aperte e gratuite che uniscono la scienza e l'arte. Cura inoltre attività di redistribuzione della conoscenza scientifica che coinvolgono persone recluse e contesti di marginalità. Dal 2023 realizza progetti di astrofisica e teatro all'interno della Casa Circondariale di Frosinone e del Femminile di Rebibbia, dopo aver insegnato fisica e matematica nel Carcere di Rebibbia.
Si occupa del tema della pluralità nella scienza e degli stereotipi legati al mondo della ricerca scientifica. Nel 2023 viene invitata come inspiring woman per il Premio L'Oreal-UNESCO "Per le donne e la scienza". È una delle cofondatrici di WeSTEAM, una rete che connette giovani scienziate e promuove una scienza plurale e interdisciplinare. Nel 2023 pubblica Oltre Marie (selezionato nella cinquina finalista del Premio letterario Galileo per la divulgazione scientifica 2024), un saggio divulgativo sulle prospettive di genere nella scienza, che presenta in numerose università e centri di ricerca italiani. Sempre su questi temi collabora come autrice scientifica e voce narrante per Wikiradio - Rai Radio 3, programma radiofonico all'interno del quale racconta le scoperte e le biografie dei più grandi scienziati della storia.
Tiene conferenze presso atenei, enti di ricerca e festival culturali. Nel 2023 è stata speaker di TEDx Reggio Emilia, con una lezione sugli insegnamenti che lo studio dell'Universo può fornire agli esseri umani da un punto di vista scientifico-filosofico. Sull'astrofisica moderna scrive un saggio rivolto ai bambini dal titolo Apri gli occhi al cielo - Guida all'Universo, pubblicato nel 2019 con Mondadori (finalista per la categoria ragazzi al Premio Nazionale di Divulgazione Scientifica Giancarlo Dosi nel 2020). Per Mondadori Education scrive, inoltre, regolarmente di scienza ed è stata membro del comitato scientifico e autrice per la collana Disney Science in Comics.

## Premi e riconoscimenti
- 2019 - Premio Nazionale GiovedìScienza per giovani ricercatori[30]
- 2019 - Premio Italia Giovane[31]
- 2024 - Premio Nazionale Rossella Panarese per la divulgazione scientifica spaziale[32]
- 2025 - Premio della Società Italiana di Fisica per la Comunicazione Scientifica[33]

## Opere
- Edwige Pezzulli, Maria Orofino, Raffaella Schneider, Rosa Valiante, Simona Gallerani, Tullia Sbarrato, Apri gli occhi al cielo - Guida all'universo, Mondadori, 2019, ISBN 8804709715.
- Nastassja Cipriani, Edwige Pezzulli, Oltre Marie - Prospettive di genere nella scienza, Le Plurali, 2023, ISBN 979-12-80559-28-9.
- Piero Angela, Edwige Pezzulli, Lorenzo Pinna, La straordinaria storia dell'Universo - Dal Big Bang al nostro futuro, Mondadori, 2025, ISBN 9788804803447